# Shaolin Meihuaquan
Shaolin meihuaquan 少林梅花拳 è il nome di alcuni Taolu che vengono insegnati all'interno delle scuole Shaolin del Songshan. Queste forme vengono anche chiamate "Xiao meihuaquan" (piccolo pugilato del fiore di prugno) e "Da meihuaquan" (grande pugilato del fiore di prugno). Lo Xiao meihuaquan è anche detto "Shaolin ditang meihuaquan".
La leggenda vuole che a creare queste forme sia stato Jinnaluo Wang (紧那罗王).

## Libri
- Geng Jun 耿軍 ,Meihuaquan 梅花拳, Renmin tiyu chubanshe, 2006, ISBN 7-5009-2841-6

## DVD
- The Shaolin Taditional Kungfu Series 少林传统功夫系列 / Shaolin Plum-blossom Quan 少林梅花拳 , dimostrato da Shi Dejun 释德君, Renmin tiyu chubanshe, ISRC CN-M23-05-0085-0